# Kossuth Lajos sugárút (Szeged)
A Kossuth Lajos sugárút Szegeden az Anna-kút és a Rókusi vasútállomás között húzódik, a szegediek Rókus városrész főútjának tartják. A sugárút az 5-ös országút szegedi átvezető szakaszának is része.

## Hossza
Maga a Kossuth Lajos sugárút 2 km hosszúságú, ám a Vörösmarty utca és a Bordányi út közötti szakasz Szeged határáig, csaknem 15 km.

## Szeged belterületén
A Kossuth Lajos sugárút a város ÉNy-DK irányú tengelye. Az útvonal az Anna-kút és az Izabella-híd között viseli a Kossuth Lajos sugárút nevet, a külső szakasza a Rókusi csomópont és Kiskundorozsma között a Dorozsmai út, illetve Kiskundorozsma Subasa között Széksósi út, majd a város határáig, Bordányi út nevet viseli.

## Története
A sugárút az 1879-es szegedi árvíz után épült.

## Jelentősebb létesítmények

### Épületek
- Buchner-ház (régi vaskereskedés, helyi védettség)
- Postapalota
- Tűzoltólaktanya (műemlék)
- Megyeháza (Csongrád megye székhelye, kertjében a don-kanyari katasztrófa és Nagy Imre emlékműve)
- Rókusi templom (helyi védettség)
- Szegedi városi kórház (helyi védettség)
- Ruhagyár ipari épületegyüttese. (egyes részei helyi védelem alatt)
- Gázgyár ipari épületegyüttese (védelmét tervezik)
- Károlyi Mihály kollégium (Magyarország egyik legnagyobb diákszállója)
- SZVSE-stadion
- Szeged-Rókus vasútállomás

### Szobrok, köztéri alkotások
- Anna-kút
- Doni hősök emlékműve (Rákóczi tér)
- Nagy Imre-szobor (Rákóczi tér)
- Jedlik Ányos szobra